# Alfred L. Bush

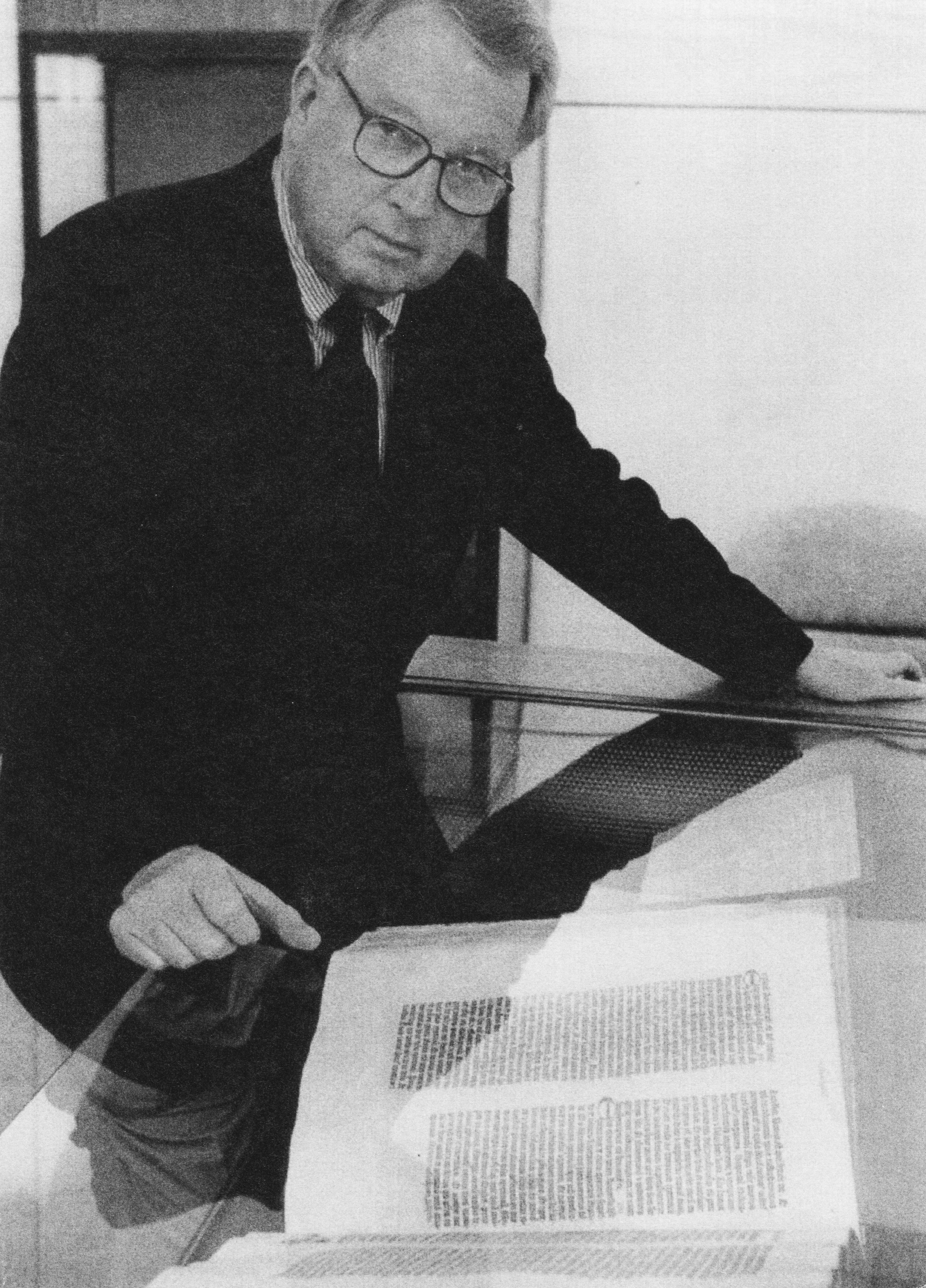
Retrato de Alfred L. Bush.

Alfred L. Bush (nacido el 5 de enero de 1933) es un curador, escritor y editor estadounidense. Fue curador de Western Americana en la Biblioteca de la Universidad de Princeton. Bush fue editor de los artículos de Thomas Jefferson, donde su estudio de las imágenes de Jefferson produjo "Los retratos de la vida de Thomas Jefferson" (1962). Es autor de numerosos libros y artículos académicos, muchos de los cuales pertenecen a los nativos americanos.

## Educación y primeros años
Bush nació en Denver, Colorado, en el seno de una familia mormona de quinta generación, y se graduó de la Universidad Brigham Young en 1957, donde continuó sus estudios de posgrado en arqueología antes de unirse a las excavaciones de la Sociedad Arqueológica de la Quinta Universidad en el sitio maya de Aguacatal en el occidente de Campeche, México, en el invierno de 1958. El verano siguiente fue estudiante en el Instituto de Gestión Histórica y de Archivos en Radcliffe College.
Un alpinista en su juventud, Bush escaló en las Colorado Rockies, Tetons, y los Alpes suizos. Posteriormente se desempeñó como curador del museo del American Alpine Club en la ciudad de Nueva York.
Bush sirvió en el Cuerpo de Servicio Médico del Ejército de EE. UU. En la Zona del Canal de Panamá durante la Guerra de Corea.
El hijo legalmente adoptado de Bush, Paul Tioux, es un miembro inscrito de Tesuque Pueblo. Las tres hijas de Tioux han dado a luz a nueve hijos, bisnietos de Bush.

## Carrera
Desde 1958 hasta 1962, Bush fue editor de los Documentos de Thomas Jefferson. Su publicación  The Life Portraits of Thomas Jefferson  (1962) Posteriormente ha pasado por varias ediciones, incluidas dos publicadas por la National Gallery of Art, en  The Eye of Thomas Jefferson  y  Jefferson y las artes, ambos editados por William Howard Adams. Bush descubrió el retrato perdido de Jefferson en 1800 por Rembrandt Peale, que fue anunciado en su monografía de 1962. Esta imagen del presidente ha eclipsado desde entonces a todas las demás y es la pintura más familiar para el público; ahora cuelga en la Casa Blanca y aparece en el níquel de Jefferson.
Bush propuso y en 1971 creó una exposición en el Grolier Club en Nueva York de antiguos textos jeroglíficos mayas, principalmente sobre cerámica. El catálogo de Michael D. Coe revolucionó el estudio de textos sobre cerámica maya y aceleró el eventual desciframiento del antiguo sistema de escritura estadounidense. El programa también sacó a la luz por primera vez lo que pretendía ser el cuarto códice maya superviviente. Muy controvertido, este libro pasó por extensas pruebas durante el siguiente medio siglo y solo en septiembre de 2018 fue declarado genuino por las autoridades mexicanas. Conocido como el Códice Grolier, ahora se reconoce como el libro más antiguo que se conserva de la antigua América, que data del siglo XI.
Durante los cuarenta años de Bush como curador de Western Americana en la Biblioteca de la Universidad de Princeton, amplió diez veces el tamaño de la colección y añadió una colección de fotografías de indios americanos y un componente de archivo de artículos sobre asuntos de indios americanos del siglo XX. En la década de 1970, ayudó en el reclutamiento de estudiantes indígenas estadounidenses en Princeton y actuó como su asesor de pregrado. Después de la promulgación en 1990 de la Ley de Protección y Repatriación de Tumbas de los Nativos Americanos también se desempeñó como Curador de Repatriación de la Universidad de Princeton. Bush impartió cursos en la Universidad de Princeton sobre temas de nativos americanos en los departamentos de inglés, arte y arqueología, y en 1981 un curso sobre literatura maya en el departamento de antropología. En 1971 enseñó Arte del indio americano en Trinity College, Hartford, Connecticut. Se le concedió una beca para pasar un año sabático en la Biblioteca Huntington, San Marino, California.
Bush sirvió durante tres décadas en el consejo editorial de la Crónica de la Biblioteca de la Universidad de Princeton, y fue su editor de 1962 a 1977. También es el editor fundador de "Princeton History", publicado por primera vez en 1971.
En su jubilación, Bush asesora a instituciones que enfrentan problemas de repatriación de restos y artefactos de indígenas estadounidenses. También es miembro del comité visitante de las Artes de África, Oceanía y las Américas del Museo Metropolitano de Arte en la ciudad de Nueva York.

## Premios
- Premios de exalumnos de la Universidad de Princeton 2020.[21] Bush recibió el Premio del Consejo de Antiguos Alumnos por sus servicios en Princeton por reclutar y asesorar a estudiantes indígenas estadounidenses. El premio reconoce las contribuciones de servicio sobresalientes de cualquier miembro de la familia de Princeton, con especial énfasis en aquellos que sirven de manera significativa, pero discreta. En su anuncio, el Consejo señaló: "Con el Premio al Servicio a Princeton, el Consejo de Antiguos Alumnos tiene el honor de reconocer a un verdadero  sachem , jefe, quien, al enriquecer las vidas de los nativos americanos en Princeton, no solo ha enriquecido la vida de la Universidad, sino que también enriqueció la comprensión de una nación."[22]
- La Asociación de Historia Occidental le otorgó a Bush un premio como miembro honorario vitalicio en 2019.[23]

## Exposiciones curadas
- Biblioteca de la Universidad de Princeton: "América antigua: cinco siglos de descubrimiento" (1965); "Wilde y los noventa" (1966); "Monumentos literarios de Princeton" (1967); "Ventanas a otros mundos: una exposición de obras clásicas de etnografía" (1978); "Un quorem llamado fuera del reino: ciento cincuenta huellas del primer siglo y medio del mormonismo" (1980); "Una primera y segunda lengua: nueve pueblos hispanohablantes en América" (1983); "La fotografía y el indio americano" (1985); "Libros para reyes: manuscritos iluminados de Oriente" (1985); "Un siglo para el Milenio "(2000).[24]* Grolier Club, Nueva York: "Desert Wanderers and Wayfarers" (1967); "El escriba maya y su mundo" (1971); y una Cragwood Miscellany (1993), destacados de la biblioteca de Jane Engelhard.[25]

## Libros y artículos publicados
- Los retratos de la vida de Thomas Jefferson . Charlottesville, VA: Thomas Jefferson Memorial Foundation, 1962. Número de control de LC 62015594
- Wilde y los noventa , con Richard Ellman, E. D. H. Johnson y Charles Ryskamp. Princeton, Nueva Jersey: Biblioteca de la Universidad de Princeton, 1966. ISBN 978-0878110100
- Monumentos literarios de Princeton . 1968. ASIN: B00E3ESL0K
- Las colecciones de Princeton de Western Americana . Biblioteca de la Universidad de Princeton Chronicle 33, no. 1 (otoño de 1971).
- Los retratos de la vida de Thomas Jefferson , rev. ed. Charlottesville, VA: Prensa de la Universidad de Virginia, 1987. ISBN 978-0813911632
- La fotografía y el indio americano , con Lee Clark Mitchell. Princeton, Nueva Jersey: Princeton University Press, 1994.  ISBN 978-0691034898
- "Eastern Universities and Indians," "Princeton University." In Encyclopedia of North American Indians, edited by Frederick E. Hoxie, 173–74. Boston: Houghton Mifflin, 1996. ISBN 978-0395669211
- "Photography of and by Indians." In Encyclopedia of North American Indians, edited by Frederick E. Hoxie, 477–80. Boston: Houghton Mifflin, 1996. ISBN 978-0395669211
- Remembering Alfonso Ortiz. D’Arcy McNickle Center for the History of the American Indian. Newberry Library. 1998. ASIN: B004FNA4A4
- Pueblo Artists Portraits, with Toba Tucker, Rina Swentzell, and Lonnie Vigil. Santa Fe: Museum of New Mexico Press, 1998. ISBN 978-0890133637
- Charles Ryskamp, 1928–2010, with Bruce Redford, Verlyn Klinkenborg, and John Bidwell. New York: Ink, Inc., 2011.